# Hardy Chicago
 'Hardy Chicago' es un cultivar moderno de higuera de tipo higo común Ficus carica unífera, de higos color violeta intenso. En América del Norte son capaces de ser cultivadas en USDA Hardiness Zones 5b a más cálida.

## Sinonimia
- „bensonhurst purple fig“,
- „Chicago Hardy fig“,[4]

## Historia
Es una variedad desarrollada en Illinois por Stark Brothers Co.

## Características
Los higos Hardy Chicago son los más confiables para la siembra en USDA Hardiness Zones 5b a más cálida, producirá mucha fruta durante la temporada de crecimiento, incluso si se congela el suelo en el invierno. 
El fruto de este cultivar es de tamaño mediano a pequeño, con epidermis de color violeta intenso a púrpura y rico en aromas.
Esta variedad es autofértil y no necesita otras higueras para ser polinizada.

## Cultivo
'Hardy Chicago' son higueras resistentes al frío en áreas donde las temperaturas mínimas invernales no caen por debajo de 5 grados F. (-15 C.). Hay que tener en cuenta, sin embargo, que el tejido del tallo puede dañarse incluso a mucho más de 5 grados F., especialmente si se trata de un periodo prolongado de frío. Las higueras resistentes al invierno asentadas o maduras de varios años son más propensas a sobrevivir a un periodo frío prolongado. Los árboles jóvenes son más propensos a morir en suelos helados, especialmente si tienen "pies encharcados" o raíces cerca de la superficie.
La higuera crece bien en suelos secos, fértiles y ligeramente calcáreos, en regiones cálidas y soleadas. La higuera no es muy exigente y se adapta a cualquier tipo de suelo, pero su crecimiento es óptimo en suelos livianos, más bien arenosos, profundos y fértiles. Aunque prefiere los suelos  calcáreos, se adapta muy bien en suelos ácidos. Teme el exceso de humedad y la falta de agua. En estos 2 casos, se producirá el amarilleamiento de las hojas.
Las temperaturas de -10 a -20 grados F (-23 a -26 C) definitivamente matarán a la higuera. De todas maneras en estas zonas y como prevención necesitará algún tipo de protección para el invierno con acolchamiento de los suelos con una gruesa capa de restos vegetales. En la primavera aparecerán ramas vigorosas (y fruta) si el pie ha sido protegido contra las fuertes heladas